# Encyclops viridipennis
Encyclops viridipennis är en skalbaggsart som beskrevs av Makihara 1978. Encyclops viridipennis ingår i släktet Encyclops och familjen långhorningar.
Artens utbredningsområde är Taiwan. Inga underarter finns listade i Catalogue of Life.